# Gohalli, Hunsur
Gohalli là một làng thuộc tehsil Hunsur, huyện Mysore, bang Karnataka, Ấn Độ.